# Currie Cup 1993
La Currie Cup de 1993 fue la quincuagésima quinta edición del principal torneo de rugby provincial de Sudáfrica.
El campeón fue el equipo de Transvaal quienes obtuvieron su séptimo campeonato.

## Clasificación
| Pos. | Equipo             | Encuentros | Encuentros | Encuentros | Encuentros | Tantos | Tantos | Tantos | Puntos |
| Pos. | Equipo             | PJ         | PG         | PE         | PP         | F      | C      | Dif    | Puntos |
| ---- | ------------------ | ---------- | ---------- | ---------- | ---------- | ------ | ------ | ------ | ------ |
| 1.º  | Natal              | 10         | 9          | 0          | 1          | 340    | 187    | +153   | 18     |
| 2.º  | Transvaal          | 10         | 8          | 0          | 2          | 320    | 227    | +93    | 16     |
| 3.º  | Eastern Province   | 10         | 5          | 0          | 5          | 227    | 243    | -16    | 10     |
| 4.º  | Northern Transvaal | 10         | 4          | 0          | 6          | 225    | 263    | -38    | 8      |
| 5.º  | Western Province   | 10         | 2          | 0          | 8          | 194    | 275    | -81    | 4      |
| 6.º  | Free State         | 10         | 2          | 0          | 8          | 199    | 310    | -111   | 4      |

|  | Finalista. |

### Final
| 16 de octubre | Natal | 15 - 21 | Transvaal | Estadio Kings Park, Durban |  |

### Campeón
| Bandera de Sudáfrica |
| Campeón Transvaal    |
| Séptimo título       |